# Budynek szkoły katolickiej w Katowicach-Giszowcu
Budynek szkoły katolickiej w Katowicach-Giszowcu (zwana również starą szkołą) – zabytkowy kompleks trzech budynków dawnej szkoły katolickiej w katowickiej dzielnicy Giszowiec, przy placu Pod Lipami 5, powstały wraz z budową osiedla patronackiego Giszowiec, w latach 1909–1910. Został on zaprojektowany przez Georga i Emila Zillmannów.
Początkowo w budynkach działała powszechna szkoła katolicka. 1 września 1922 roku zainaugurowano w niej polską szkołę. W czasie II wojny światowej mieściła się szkoła niemiecka, a po wojnie rozpoczęła działalność polska szkoła, która zajmowała budynki do 1978 roku. Z powodu wzrostu liczby ludności rozbudowującego się Giszowca, 1 września 1981 roku zainaugurowano w starej szkole Szkołę Podstawową nr 51, która przeniosła się do nowej placówki w 1993 roku. Obecnie kompleks starej szkoły stanowi centrum biurowo-konferencyjne.

## Historia
Kompleks szkolny powstał wraz z całym osiedlem patronackim Giszowiec z inicjatywy ówczesnego dyrektora generalnego spółki Georg von Giesches Erben – Antona Uthemanna. Został on zaprojektowany przez Georga i Emila Zillmannów z Charlottenburga koło Berlina. Początkowo zaplanowano budowę trzech budynków szkół powszechnych. Budowę zachodniego i środkowego budynku ukończono w 1909 roku, zaś wschodni oddano do użytku rok później – w 1910 roku. Koszt budowy kompleksu trzech szkół wyniósł około 170 tysięcy marek.
Sama zaś instytucja katolickiej szkoły powszechnej została powołana 19 października 1908 roku, czyli kilkanaście dni po zasiedleniu pierwszych domów na nowym osiedlu. Wówczas rozpoczęło w niej naukę 55 dzieci. Pierwszym dyrektorem, który pełnił tę funkcję do 1922 roku, był Vincent Mücke. Na początku grudnia 1909 roku w szkole uczyło się blisko 900 dzieci w trzynastu oddziałach.
Budynek szkoły katolickiej był jednym z trzech obiektów na obszarze dworskim Giszowiec, gdzie zorganizowano plebiscyt 20 marca 1921 roku. Po przyłączeniu części Górnego Śląska wraz z Giszowcem do Polski, 1 września 1922 roku rozpoczęto zajęcia już w polskiej szkole. W 1928 roku przebudowano jeden z trzech budynków – mieszkanie kierownika szkoły złożone z ośmiu pomieszczeń przebudowano na cztery sale lekcyjne. Planowano również w tym samym roku zbudować dwukondygnacyjną salę gimnastyczną z basenem na podwórzu przy trzecim budynku, które miałoby z nim połączenie, ale gmina Janów zrezygnowała z tych planów.
Po zajęciu Giszowca przez III Rzeszę zlikwidowano polską szkołę, natomiast 1 lutego 1940 roku w kompleksie budynków szkoły zainaugurowano działanie niemieckiej szkoły. Szkoła polska wznowiła funkcjonowanie pod koniec lutego 1945 roku, lecz kompleks budynków został zdemolowany i rozgrabiony zaraz po ewakuacji Niemców. Pod koniec lipca tego samego roku jeden z budynków zajęło wojsko. Szkoła ponownie korzystała z trzech budynków od roku szkolnego 1947/48. Po włączeniu 31 grudnia 1959 roku Giszowca do Katowic, szkoła nosiła nazwę Szkoły Podstawowej nr 54 w Katowicach.

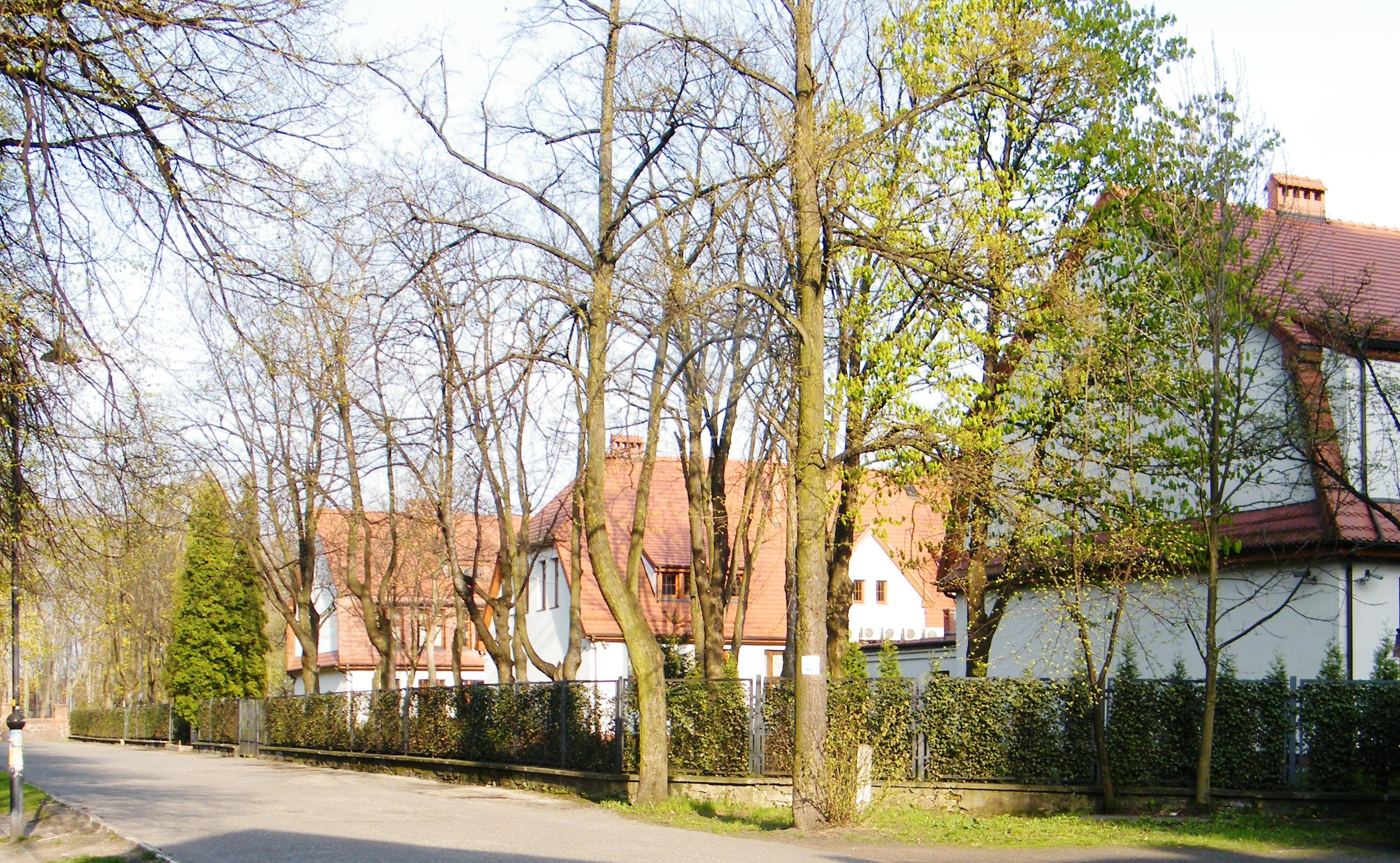
Kompleks starej szkoły od strony placu Pod Lipami

W latach 60. XX wieku, w związku z powstaniem w Giszowcu kopalni „Staszic”, zadecydowano o wyburzeniu unikatowego osiedla i postawieniu w jego miejscu nowego kompleksu złożonego z wielokondygnacyjnych bloków mieszkalnych. Na przełomie lat 60. i 70. XX wieku rozpoczęto wyburzanie osiedla Giszowiec. Wyburzenie groziło całemu osiedlu, dlatego też rozpoczęły się protesty. 18 sierpnia 1978 roku budynki szkoły wpisano do rejestru zabytków.
W roku szkolnym 1971/72 wybudowano pomiędzy budynkami przewiązki. We wrześniu 1978 roku szkoła rozpoczęła naukę w nowym budynku przy obecnej ul. Wojciecha, lecz po kilku latach ze względu na jej przepełnienie, w budynku starej szkoły 1 września 1981 roku zainaugurowano Szkołę Podstawową nr 51 im. Fryderyka Chopina.
Na przełomie lat 80. i 90. XX wieku budynek szkoły był już poniszczony m.in. z powodu szkód górniczych. Piwnice były zalewane wodą, a z użytkowania wyłączono cztery sale lekcyjne ze względu na zagrożenie zawalenia drewnianych stropów w budynku klas młodszych. 12 października 1993 roku przy ul. Przyjaznej 7 oddano częściowo do użytku nowy budynek szkoły, do którego przeniosła się zajmująca dotychczas starą szkołę Szkoła Podstawowa nr 51.
W 2002 roku z budynków dawnej szkoły wyprowadzili się ostatni mieszkańcy. Nowy właściciel wykonał remont generalny kompleksu. Obecnie, według stanu z listopada 2020 roku, budynek starej szkoły stanowi kompleks biurowy Centrum Biurowe, a w nim działa firma motoryzacyjna MAGNETI. W przeszłości znajdował się w nim również terenowy oddział Agencji Rynku Rolnego.

## Architektura i otoczenie

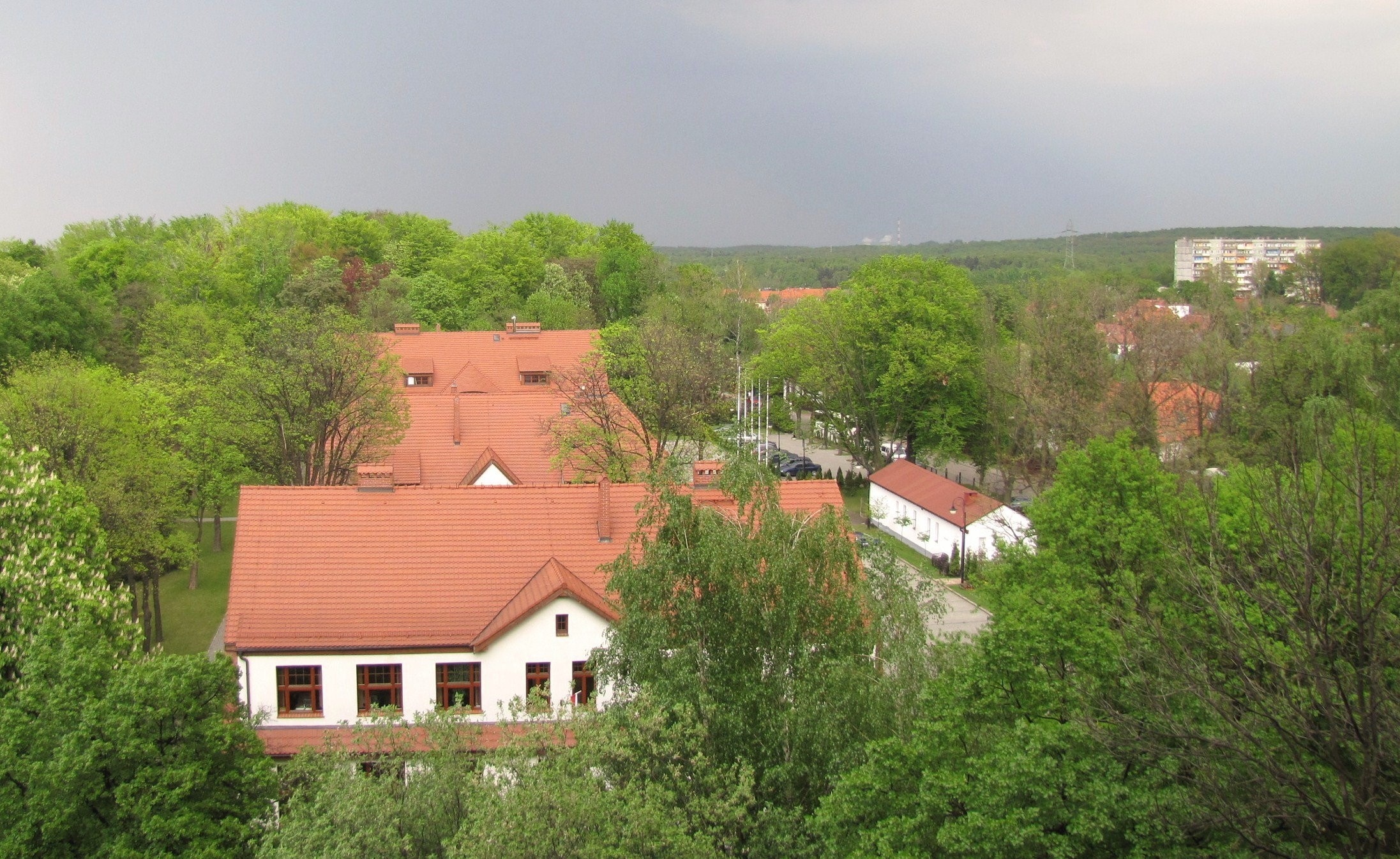
Kompleks starej szkoły z góry

Stara szkoła jest kompleksem trzech dawnych budynków szkolnych. Zespół zlokalizowany jest w centralnej części osiedla patronackiego Giszowiec, przy placu Pod Lipami 5. Został on zaprojektowany przez Georga i Emila Zillmannów z Charlottenburga. Budynki zachodni i wschodni posiadały po cztery sale lekcyjne na parterze i mieszkania nauczycieli stanu wolnego na piętrze (dla rodzin nauczycieli wybudowano osobne domy). Wschodni w 1910 roku, czyli w roku ukończenia budowy, miał po cztery sale na parterze i piętrze. Obok mieszkań powstały na piętrze pokoje konferencyjne i pomieszczenia na zbiory i pomoce naukowe.
Wejścia do trzech budynków były umieszczone pierwotnie we wnękach lub umieszczono nad nimi daszki jednopołaciowe. Sień poprzedzona była przedsionkiem. Podłogi w sieni i przedsionku pokryto asfaltem, rezygnując ze względów bezpieczeństwa z kafli podłogowych, natomiast w salach lekcyjnych drewnem bądź linoleum. Kompleks szkół, podobnie jak pozostałe budynki publiczne osiedla Giszowiec, został solidnie zbudowany. Stropy są wykonane ze zbrojonego betonu, a dachy pierwotnie zostały podwójnie pokryte karpiówką.
Budynki szkolne pierwotnie były ogrodzone parkanem z drewnianych sztachet, osadzonych pomiędzy otynkowanymi słupami. Płot ten ułożony był schodkowo na masywnej podmurówce. Ogrodzenie to przy szkole posiadało wnęki, które umożliwiały postawienie tam ławek. Nad wejściami zostały wykonane łukowe zadaszenia.
W pobliżu pralni powstała kotłownia, która dostarczała ciepło do budynków szkoły stalowymi rurami umieszczonymi w ceglanych lub betonowych podziemnych kanałach.